# 貴金属フリー液体燃料電池車

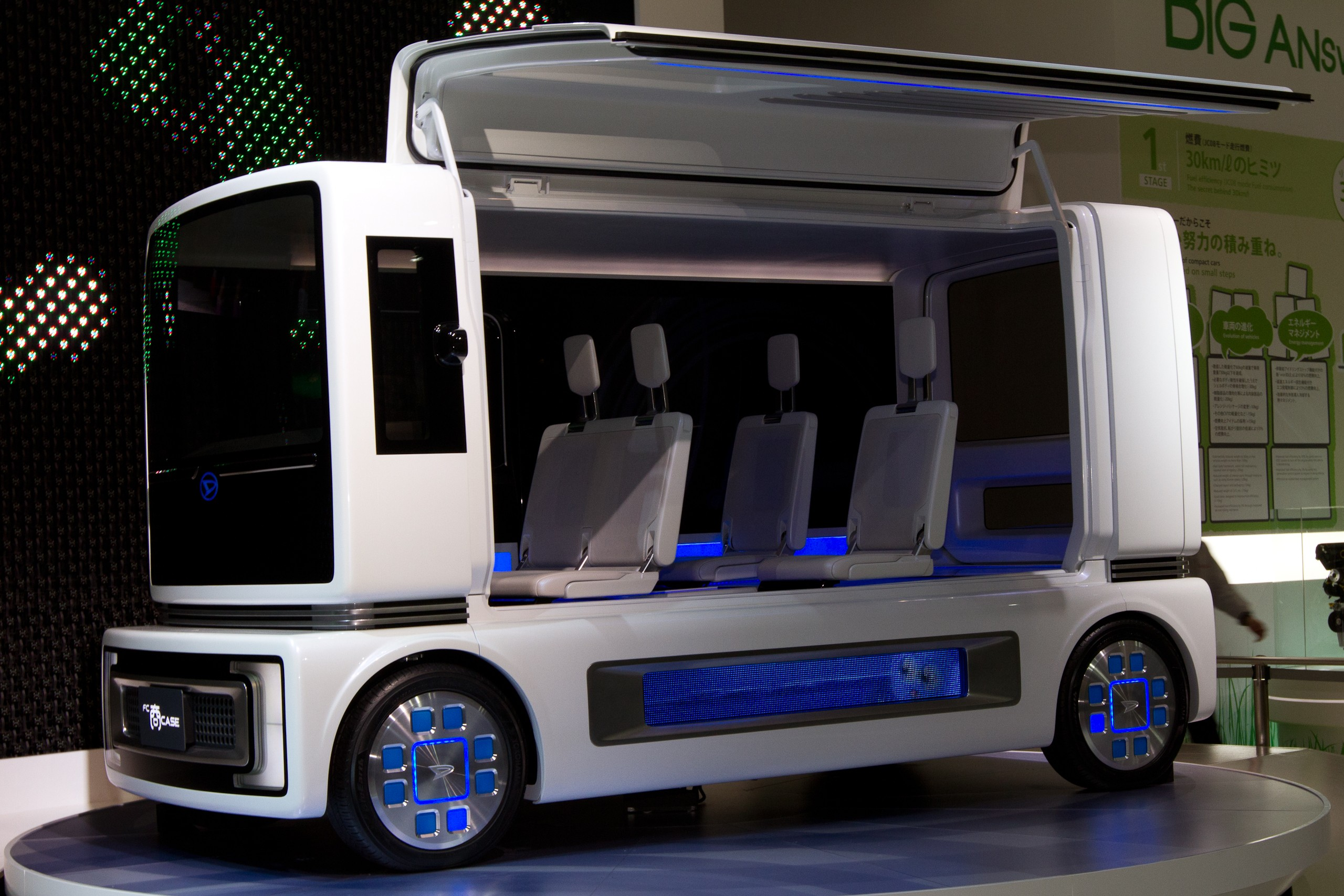
ダイハツ FC商CASE、2011年

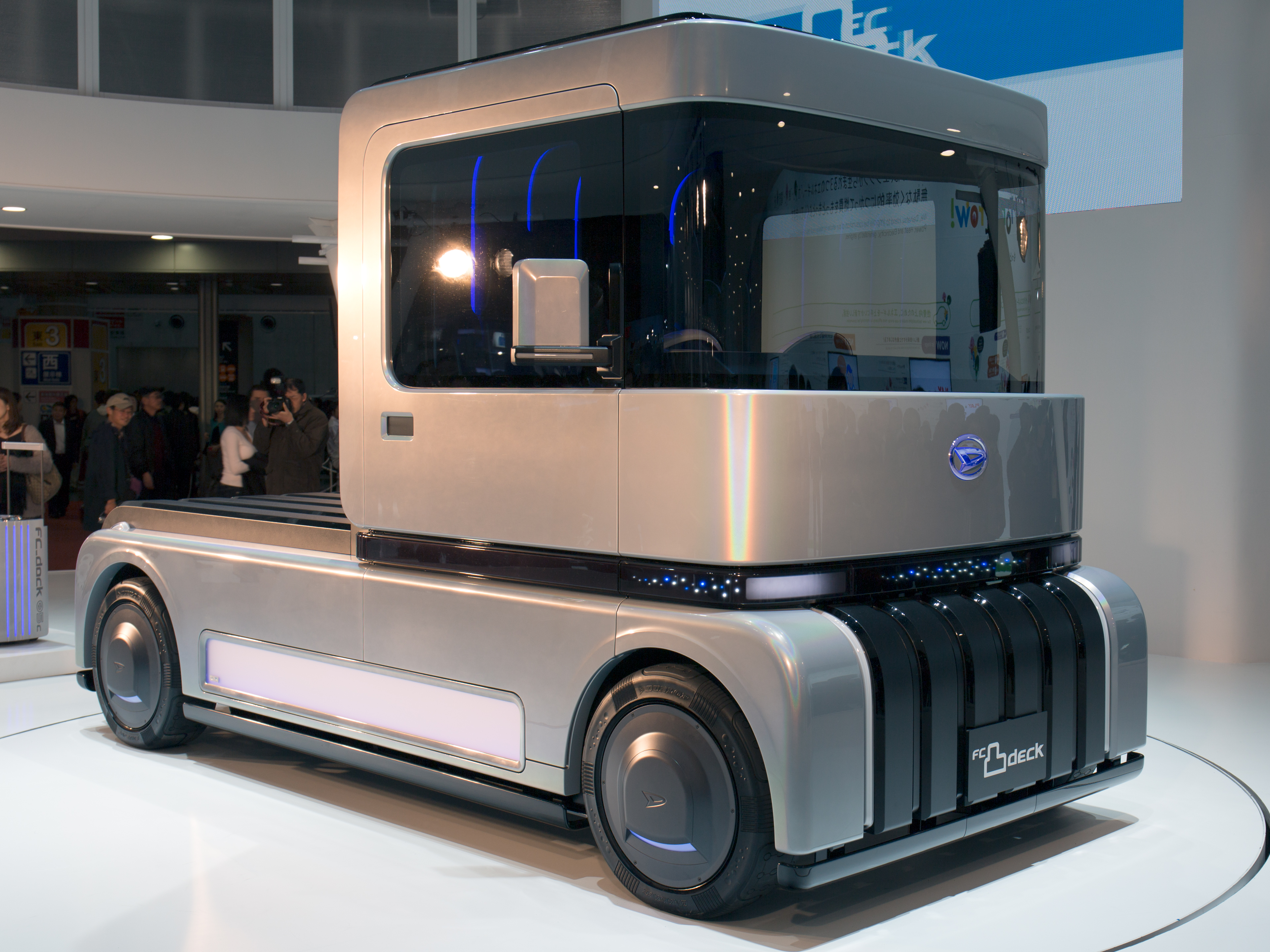
ダイハツ FC凸DECK、2013年

貴金属フリー液体燃料電池車（ききんぞくフリーえきたいねんりょうでんちしゃ、英: Precious Metal-free Liquid-feed Fuel Cell Vehicle）とは、貴金属を含まない燃料電池に液体燃料を供給し、電動機で走行する車のことを言う。また、貴金属フリー燃料電池車（ききんぞくフリーねんりょうでんちしゃ、英: Precious-metals Free Fuel Cell Vehicle）、DHFCV (Direct Hydrazine hydrate Fuel Cell Vehicle) とも言う。

## 概説
常温・常圧の液体燃料と空気を、搭載した燃料電池に供給し、電気化学反応により直接電子を取り出して発電した電力を電動機に供給し、発生した回転力を駆動輪に伝達して、路面との反作用により走行する車のことで、燃料電池は液体燃料を気化させて、水蒸気改質して用いる必要がなく、液体の状態で発電することができる。反応時の燃料電池内はアルカリ性雰囲気となり、耐触性に優れた白金（貴金属）を使う必要がない。また、液体燃料を用いるため、燃料タンクもコンパクトな搭載が可能である。燃料電池を搭載するシステムには、発電機も含まれる。水加ヒドラジン (hydrazine hydrate : N2H4・H2O) を液体燃料とする場合、反応後は水 (H2O) と窒素ガス (N2) を排出し、二酸化炭素 (CO2) 等を排出しない。用いられる液体燃料は、取り扱いが簡便である。また、既存インフラの流用が可能と考えられている。

## 歴史
1932年（昭和7年）、ケンブリッジ大学 (University of Cambridge) のフランシス・トーマス・ベーコン (Francis Thomas Bacon , 1904～1992年) がアルカリ形燃料電池の研究を開始し、1959年（昭和34年）に5キロワットの発電実証実験に成功した。その後、Allis-Chalmers社が、出力15キロワットに改良したアルカリ形燃料電池を搭載した農業用トラクターを開発した。
1967年（昭和42年）、後にグラーツ工科大学 (Graz University of Technology) の教授となるKarl Kordeschは、水加ヒドラジンを燃料に用いるアルカリ形燃料電池を搭載するNiCd電池とのハイブリッド・モーターサイクルを開発した。
1972年（昭和47年）に産業技術総合研究所（当時は、工業技術院　大阪工業技術試験所）が水加ヒドラジンを用い、空気を酸化剤として5.2kWの電力を発生させ、軽自動車タイプのアルカリ形燃料電池車（車体には、「ヒドラジン空気燃料電池車」と表記）を実際に走行させた記録がある。このプロジェクトは、パナソニックに並んでダイハツ工業も協力している。
2007年（平成19年）、産業技術総合研究所とダイハツ工業は、CO2排出ゼロ、省資源、低コストが可能な貴金属を全く使わない燃料電池に関する新たな基礎技術を開発した。
2008年（平成20年）のG8北海道洞爺湖サミットにおいて、「環境ショウケース」の中で技術展示が行われた。今後の実用化には、これまで水素形で蓄えられた技術のみならず、水素形では選択から漏れた技術も吸収することが期待される。
2009年（平成21年）の第41回東京モーターショーでは、貴金属フリー液体燃料電池は、液体燃料を用いるため取り扱いが容易で、燃料タンクもコンパクトな搭載が可能という技術展示が行われた。また、駆動系のモックアップやモデルカーが参考出品された。
2011年（平成23年）の第42回東京モーターショーでは、資源問題を解消した低コストな燃料電池スタックを搭載した「FC商CASE」が参考出品された。また、「FC商CASE」は、ガルウイングを持つ。
2012年（平成24年）の第20回インドネシア国際モーターショーでも、「FC商CASE」が参考出品された。
2013年（平成25年）の第43回東京モーターショーにおいて、床下にコンパクトな燃料電池を搭載した「FC凸DECK（エフシー・デコ・デッキ）」が参考出品された。また、住宅向け「FC-Dock 20C（出力2キロワット）」やキャンプ等の屋外での利用「FC-Dock 05C（出力500ワット）」を想定した発電機も参考出品された。この発電機は、外部電力なしで起動できる自立型である。
2015年（平成27年）の第44回東京モーターショーにおいて、液体燃料を運べるカートリッジ容器を用いて、体験型ジオラマの展示が行われた。
2018年（平成30年）、燃料及び酸素のバリア性等を追求した新規のアニオン交換膜の研究開発において、発電時間が1000時間を超えた（詳細は、「新規アニオン交換膜材料開発」節を参照）。

## 想定される液体燃料

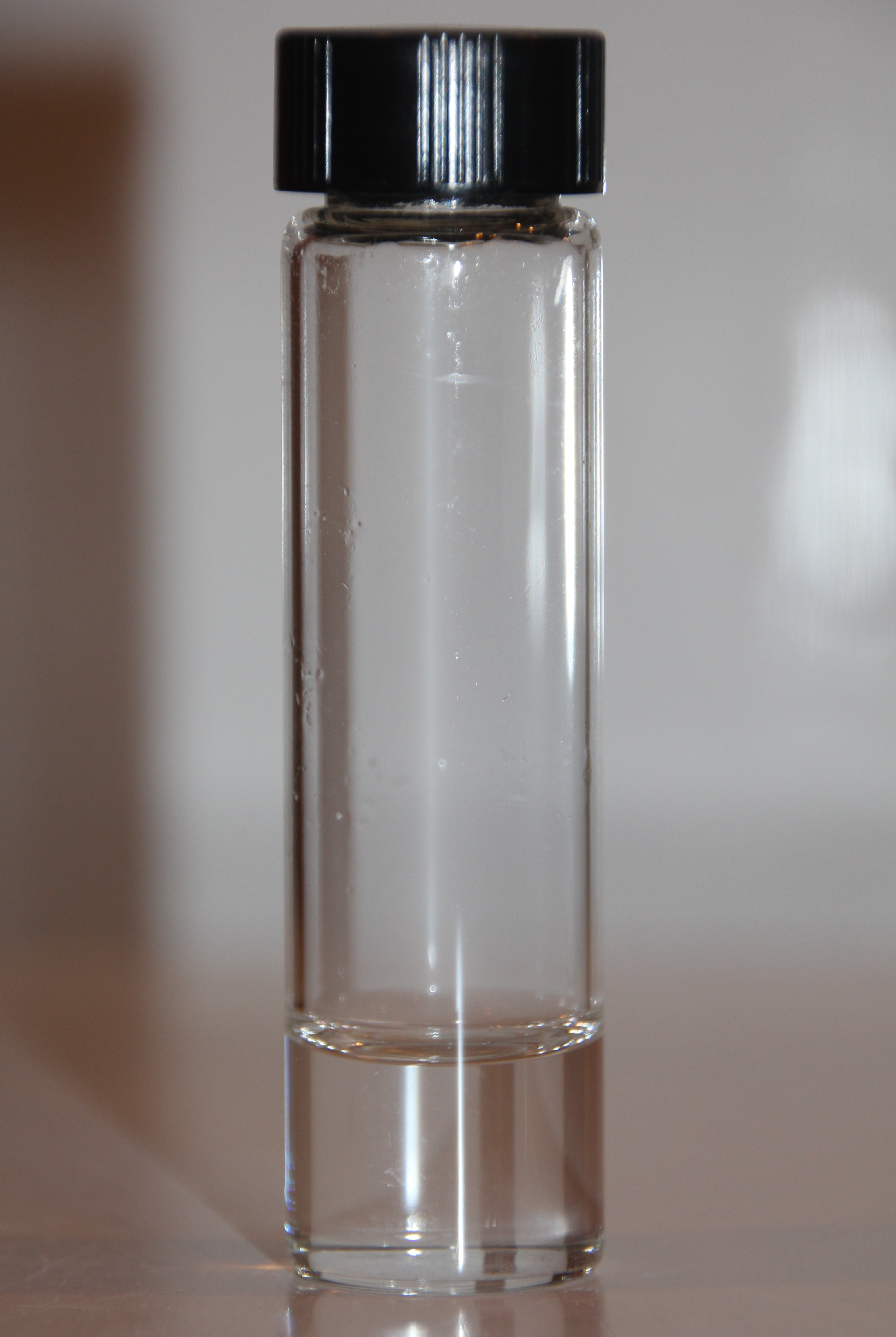
Sample of hydrazine hydrate

「FC商CASE」は、水加ヒドラジンを燃料にしていたが、「FC凸DECK（エフシー・デコ・デッキ）」は、ジアミノウレア (Diaminourea : CH6N4O) も液体燃料に想定している。100%濃度の水加ヒドラジンにおける引火点は、常圧下で75℃であり、濃度を60%以下に希釈すると沸点においても引火しない。
水加ヒドラジンは、水素ガスと空気中の窒素ガスからアンモニア (NH3) を合成し、更に酸化させることで得られる。日本国内では、2万2千トンが流通している。また、プラスチック製、ポリエチレン製、アルミニウム製、ステンレス鋼製の容器を用いて輸送される。用途には、半導体部品の酸化皮膜洗浄剤、農薬、発泡剤、重合触媒、医薬品の製造における原料、ボイラー水における腐食防止剤や、金属メッキの還元剤等がある。また、自動車安全装置のエアバッグ等のガス発生剤の原料としても使われる。
水加ヒドラジンは、土壌中において、粘土表面上で分解し、活性汚泥中の微生物によって生分解される。
水加ヒドラジンが人体に与える発がんリスクは、国際がん研究機関（こくさいがんけんきゅうきかん、英: IARC : International Agency for Research on Cancer）から発行されている報告書によると、ガソリンと同等の「グループ2B」に分類される。また、がん発生率調査では、水加ヒドラジンを製造する工場で働く従業員を調査対象とした場合、一般人と同等であることが確認されている。また、同様の調査対象において、水加ヒドラジンの曝露に関連する健康への影響は検出されていない。
一方、ジアミノウレア (Diaminourea : CH6N4O) は、水加ヒドラジンより取り扱いがずっと楽であるが、出力は水加ヒドラジンに及ばない。当面、2種類の液体燃料は並行して開発が進められる。

## 燃料のエネルギー密度とCO2排出量の比較
電子を貯蔵・輸送するエネルギー密度の高い方から並べると
ガソリン ＞ メタノール ＞ 水加ヒドラジン ＞ 液体水素 ＞ 70MPa（700気圧）の水素ガス ＞ Liイオン電池
の順となる。ガソリンやメタノールは、エネルギー密度は高いが二酸化炭素 (CO2) を排出し、ガソリンの方がメタノールよりも二酸化炭素 (CO2) の排出量が多い。一方、水加ヒドラジンと水素（液化・高圧）は、二酸化炭素 (CO2) を排出しない。

## 液体燃料の選定
液体燃料の選定要件を以下に示す。

● 発電によりCO2を生成しない。

● 高いエネルギー（熱量）を有する。

● エネルギー効率（仕事率）が高い。

| 項目                        | ガソリン       | 水素 (70MPa) | 水加ヒドラジン   |
| 引火点（℃）                 | マイナス21以下 | ―            | 75               |
| 消防法 危険物               | 第1石油類      | ―            | 第3石油類 (>80%) |
| 毒物劇物取締法              | 対象物ではない | ―            | 劇物 (>30%)      |
| 急性毒性 LD 50[mg/kg]       | 14600          | ―            | 129              |
| がん原生※                   | グループ2B     | ―            | グループ2B       |
| CO2排出 [g/ML]              | 68             | 0            | 0                |
| エネルギー密度 [kW・h/L]    | 9.5            | 1.8          | 3.2              |
| 理論起電力[V] ／発電効率[%] | ―              | 1.23／83     | 1.56／99         |
| --------------------------- | -------------- | ------------ | ---------------- |

※国際がん研究機関 (IARC) による分類。「グループ2B」は、コーヒーと同じ分類である。
水加ヒドラジンは、これらの要件に合致している。水加ヒドラジン（濃度80%以上）は、常温では引火しない。また、引火した場合、爆発することなくアルコールランプ程度の緩やかな炎が発生するが、水で速やかに消火できる。

## 航続距離
水加ヒドラジンのエネルギー密度は、水素 (70MPa) の約2倍、ガソリンの約1/3である。エネルギー効率は、現在のガソリン車で約20%、貴金属フリー液体燃料電池車で60%程度である。水加ヒドラジンを燃料とした貴金属フリー液体燃料電池車は、ガソリン車とほぼ同じ航続距離を実現できると考えられている。

## 燃料供給システム
水加ヒドラジン (N2H4・H2O) を水加ヒドラジンステーションから燃料タンクへ燃料供給する場合は、予め燃料タンク内にカルボニル基 (>C=O) を組み込んだ粒状のポリマーを充填し、燃料供給の際に、カルボニル基 (>C=O) と反応し脱水縮合され、ポリマーと結びつくことで、ヒドラゾン (>C=N2H2) という状態で固体化され安全な状態で貯蔵される。また、燃料タンクから燃料電池へ燃料供給する場合は、ヒドラゾン (>C=N2H2) に温水を流通させることで加水分解反応により、再液体化して再び元のカルボニル基 (>C=O) と液体の水加ヒドラジン (N2H4・H2O) に戻る。
「FC凸DECK（エフシー・デコ・デッキ）」は、ボトルに入れた液体燃料を交換する方式を採る。「FC-Dock 05C（出力500ワット）」は、容量1.2リットルのカートリッジを4本搭載する。

## オートモーティブ貴金属フリー液体燃料電池システム
貴金属フリー液体燃料電池（ききんぞくフリーえきたいねんりょうでんち、英: PMfLFC : Precious Metal-free Liquid-feed Fuel Cell）は、発電反応が生じる膜電極接合体（まくでんきょくせつごうたい、英: MEA : Membrane Electrode Assembly）、燃料・空気を均一に供給するガス拡散層（ガスかくさんそう、英: GDL : Gas Diffusion Layer）、燃料・空気の分離・流路となるセパレータで構成される。ガス拡散層は、カーボン繊維を用いたペーパーやフェルト材が多く用いられる。また、セパレータは、金属またはカーボンで作製される。電極触媒はアノード（燃料極）がNi系、カソード（空気極）がFe系であり、イオン交換膜はグラフト重合アニオン交換膜である。炭素を含まない常温・常圧の水加ヒドラジン (N2H4・H2O) を燃料とし、酸化剤に空気を使用すると、発電によって発生するのは窒素ガス (N2) と水 (H2O) のみとなる。反応は、カソードには空気を50℃で、アノードには水加ヒドラジンを50℃で供給し、セル温度を80℃に設定して行われる。また、この燃料電池は、液体燃料から電気化学反応により直接電子を取り出す直接ヒドラジン型燃料電池（ちょくせつヒドラジンがたねんりょうでんち、英: DHFC : Direct Hydrazine Fuel Cell）とも言う。理論的には、化学エネルギーを全て電気エネルギーに変換できる。出力密度は、0.5W/cm2である。

### 電気化学反応式
〈全体の反応〉
{\displaystyle {\ce {\mathrm {{N2H4}\cdot {H2O}+{O2}\longrightarrow {N2}+{3H2O}} }}}
反応は、イオン交換膜内を負電荷を持つ水酸化物イオン（アニオン、OH-イオン）が移動することにより実現される。また、アルカリ性雰囲気となり、アノード、カソードとも耐触性に優れた白金（貴金属）を必要としない。
〈アノードの反応〉
{\displaystyle {\ce {\mathrm {{N2H4}\cdot {H2O}+{4OH^{-}}\longrightarrow {N2}+{5H2O}+{4e^{-}}} }}}
〈カソードの反応〉
{\displaystyle {\ce {\mathrm {{O2}+{2H2O}+{4e^{-}}\longrightarrow {4OH^{-}}} }}}

### イオン交換膜
イオン交換膜の基本構造は、スチレン系ポリマーを主骨格とした構造であり、親水性が高く、イオン伝導率が高いという特徴を有しているが、含水によって膨潤する。また、燃料がイオン交換膜を透過するクロスオーバー現象やシャント電流と呼ばれる液相を介する漏電等の課題がある。イオン交換膜は、燃料電池を搭載する自動車用途としては耐久性が不足しているため、分子構造の弱点の解析及び合成を行い、膜の耐久性の向上を図る。

#### 新規アニオン交換膜材料開発
イオン交換膜には、高いイオン伝導度、燃料及び酸素のバリア性、化学的安定性が求められる。新規アニオン交換膜の分子構造は、化学的安定性及び形状安定性に優れた骨格部分とイオン伝導を担うイオン交換基部分から成る。燃料極にNi-Zn触媒、空気極にFePhen触媒、水加ヒドラジンを燃料とし、セル温度を80℃に設定した場合、出力密度は、0.5W/cm2である。また、耐久性は、1000時間を超える発電が可能である。まだ実用化に十分なレベルとは言えないため、性能の支配要因や劣化のメカニズムを解明し、耐久性の向上を図る。

### 電極触媒
アノード触媒には、Ni-La触媒とNi-Zn触媒が検討されている。これらの電極触媒の最大出力密度は、Ni触媒より高い。また、カソード触媒には、鉄を窒素に配位させたキレート構造の鉄キレート電極触媒である硝酸鉄とアミノアンチピリン等を混合・焼成して作製したFeAAPyr触媒と、酢酸鉄とフェナントロリン等を混合・焼成して作製したFePhen触媒が検討されている。同条件において、FeAAPyr触媒は白金触媒よりも高活性を示した。発電前後における成分変化の解析を行うことで耐久性の向上を図る。

### 研究開発プロジェクト
貴金属フリー液体燃料電池の研究開発は、「CAFE (Creation of Anionic Fuel-cell for the Earth) プロジェクト」と称し、産業技術総合研究所、日本原子力研究開発機構、複数の国内外の大学、インターリンク、大塚化学、北興化学工業、ダイハツ工業、米国のガス技術研究所 (GTI) 等が行っている。また、この研究開発は、科学技術振興機構による先端的低炭素化技術開発及び戦略的創造研究推進事業の支援を受けている。

## インフラ整備
水加ヒドラジンを用いた液体燃料は、水素や電子のキャリアとして化学反応により水素を液体の化学物質に変化させることにより、インフラを簡便な形にできる。
また、既存インフラ（日本全国の約40,000箇所）の流用が可能と考えられている。
また、水加ヒドラジンは気体と比べてエネルギー密度が高く、貯蔵・運搬・取り扱いが容易であることから、灯油のように各家庭に配達できるように、ユーザーが直接燃料に触れることなく安全に使用できる容器の開発も行われている。